# Colubrina californica
Colubrina californica är en brakvedsväxtart som beskrevs av Ivan Murray Johnston. Colubrina californica ingår i släktet Colubrina och familjen brakvedsväxter. Inga underarter finns listade i Catalogue of Life.